# Skuggan ur tiden
Skuggan ur tiden (The Shadow Out of Time) är en novell av den amerikanske författaren H.P. Lovecraft som skrevs mellan november 1934 och februari 1935. Den publicerades första gången i Astounding Stories i juninumret 1936.

## Handling
Skuggan ur tiden berättar om Den stora rasen Yith, som är utomjordisk och har förmågan att resa i tid och rum. Yitherna åstadkommer detta genom att byta kropp med en värd till målpunkten för sin resa i tiden eller rummet. Effekterna vid resandet påminner utifrån sett, som om när någon blir besatt av en "ond ande". Yithernas ursprungliga syfte var att studera historien för olika tider och platser. De har samlat en "biblioteksstad" fylld med förgången och även framtida historia för ett stort antal raser, inklusive människan. Så småningom kom yitherna att använda sin förmåga för att undkomma undergången av sin hemplanet, i en annan galax. Detta åstadkoms genom att byta kroppar med varelser som levde på jorden för 250 miljoner år sedan, i Australien i vad som senare skulle bli Stora Sandöknen (22°3′14″S 125°0′39″Ö / 22.05389°S 125.01083°Ö).
Berättaren i novellen heter Nathaniel Wingate Peaslee, är amerikan och blir besatt av en yith under 1910-talet. Han fruktar för sitt förstånd, eftersom han får märkliga syner av andra världar och från yithernas biblioteksstad. Han känner också att han styrs av andra varelser och får uppleva hur de lever. När han återvänder till sin egen kropp upptäcker han att andra dömer honom som galen. Medan han varit hos yitherna i förgången tid, har en yith besatt hans egen kropp.

## Inspiration
Den indisk-amerikanske litteraturforskaren S. T. Joshi menar att den amerikanska pre-kod dramafilmen från 1933 Gengångaren på Berkeley Square inspirerade Lovecraft till handlingen i The Shadow Out of Time: 
| ” | "Lovecraft såg filmen fyra gånger i slutet av 1933, en film som porträtterade en man på 1900-talet på ett sätt som stämde överens med personligheten hos en förfader på 1700-talet, något som väckte Lovecrafts inspiration utifrån att han själv skrivit en berättelse på detta tema -- som då var opublicerad, nämligen Gengångaren, eller Fallet Charles Dexter Ward, (originaltitel The Case of Charles Dexter Ward)" | „ |

 som skrevs 1927 men publicerades först 1941. Lovecraft var imponerad av filmen och tyckte att den i stora drag stämde överens med de föreställningar han själv hade, men såg också problem med gestaltningen av tidsresor, som han kände att han kunde komma tillrätta med i sin novell.

## Kritik
Fantasyförfattaren Lin Carter betecknade The Shadow Out of Time som Lovecrafts "största enskilda litterära bedrift" , och skrev bland annat 
| ” | "dess häpnadsväckande spelrum och känsla av kosmisk oändlighet, den reva i tiden som berättelsen öppnar och dess titaniska berättargrepp" | „ |

Den brittiske skräckboksförfattaren Ramsey Campbell beskriver novellen som en blandning av skräckinjagande och vördnadsbjudande. Den svenske Lovecraft-kännaren Martin Andersson har nämnt berättelsen som en av hans fyra favoriter och kallar den för Lovecrafts "magnum opus". Själv var Lovecraft missnöjd med novellen och postade originalmanuskriptet till August Derleth utan att behålla någon kopia.